# Atlantic Highlands
Atlantic Highlands és una població dels Estats Units a l'estat de Nova Jersey. Segons el cens del 2007 tenia 4.631 habitants.

## Demografia
Segons el cens del 2000, Atlantic Highlands tenia 4.705 habitants, 1.969 habitatges, i 1.258 famílies. La densitat de població era de 1.465 habitants/km².
Dels 1.969 habitatges en un 26,5% hi vivien nens de menys de 18 anys, en un 50,7% hi vivien parelles casades, en un 9,6% dones solteres, i en un 36,1% no eren unitats familiars. En el 29,7% dels habitatges hi vivien persones soles l'11,4% de les quals corresponia a persones de 65 anys o més que vivien soles. El nombre mitjà de persones vivint en cada habitatge era de 2,39 i el nombre mitjà de persones que vivien en cada família era de 3.
Per edats la població es repartia de la següent manera: un 21,4% tenia menys de 18 anys, un 6,2% entre 18 i 24, un 31,8% entre 25 i 44, un 26,5% de 45 a 60 i un 14,1% 65 anys o més.
L'edat mediana era de 40 anys. Per cada 100 dones de 18 o més anys hi havia 88,3 homes.
La renda mediana per habitatge era de 64.955 $ i la renda mediana per família de 79.044 $. Els homes tenien una renda mediana de 60.857 $ mentre que les dones 36.060 $. La renda per capita de la població era de 34.798 $. Aproximadament el 4,4% de les famílies i el 4,9% de la població estaven per davall del llindar de pobresa.

## Poblacions més properes
El següent diagrama mostra les poblacions més properes.